# 2425 Шеньчжень
2425 Шеньчжень (2425 Shenzhen) — астероїд головного поясу, відкритий 17 березня 1975 року.
Тіссеранів параметр щодо Юпітера — 3,219.
Названо на честь міста Шеньчжень (Ґуандун, КНР).